# Michel Goulet
Michel Goulet (* 21. dubna 1960) je bývalý kanadský hokejový útočník. Odehrál patnáct sezón v National Hockey League a je členem Hokejové síně slávy.

## Hráčská kariéra
Jako junior hrával za Quebec Remparts, profesionální kariéru zahájil v Birmingham Bulls ve WHA. Tam odehrál jen sezónu 1978/1979, poté, po zániku WHA, jej draftovali do NHL Quebec Nordiques. V NHL se brzy stal vyhlášeným střelcem, ve čtyřech po sobě jdoucích sezónách nastřílel více než 50 gólů a v dalších dvou se této hranici těsně přiblížil. Těžil zejména ze spolupráce s bratry Šťastnými. V průběhu sezóny 1989/1990, která se pro Quebec vyvíjela velmi nepříznivě, byl Goulet vyměněn za mladší hráče do Chicaga. 

16. března 1994 během utkání s Montreal Canadiens narazil hlavou na hrazení a utrpěl vážný úraz - těžký otřes mozku, který ukončil jeho kariéru. Přesně rok po této nehodě byl jeho dres vyvěšen pod strop haly v Quebecu a číslo 16 bylo vyřazeno.
Jako hráč Stanley Cup nikdy nezískal, ale později během působení v realizačním týmu Colorado Avalanche se podílel na zisku dvou titulů v letech 1996 a 2001.

### Reprezentace
V dresu Kanady si dvakrát zahrál na Kanadském poháru. V roce 1984 byl druhý v bodování turnaje za Waynem Gretzkym a přispěl k zisku zlata pro Kanadu, stejný kov vybojoval také o tři roky později. V roce 1987 se také účastnil série zápasů mezi výběrem NHL a sovětské ligy, známé jako Rendez-vous ’87.

## Úspěchy a ocenění
Týmové
- zlato na Kanadský pohár v letech 1984 a 1987

Individuální
- člen prvního All-Star týmu NHL v letech 1984, 1986 a 1987, druhého All Star týmu v letech 1983 a 1988
- člen Hokejové síně slávy - uveden v roce 1998 spolu se svým spoluhráčem Petrem Šťastným

## Klubové statistiky
| Sezona       | Klub               | Soutěž       | Základní část | Základní část | Základní část | Základní část | Základní část | Play off | Play off | Play off | Play off | Play off |
| Sezona       | Klub               | Soutěž       | Z             | G             | A             | B             | TM            | Z        | G        | A        | B        | TM       |
| ------------ | ------------------ | ------------ | ------------- | ------------- | ------------- | ------------- | ------------- | -------- | -------- | -------- | -------- | -------- |
| 1976–77      | Quebec Remparts    | QMJHL        | 37            | 17            | 18            | 35            | 9             | 14       | 3        | 8        | 11       | 19       |
| 1977–78      | Quebec Remparts    | QMJHL        | 72            | 73            | 62            | 135           | 109           | 1        | 0        | 1        | 1        | 0        |
| 1978–79      | Birmingham Bulls   | WHA          | 78            | 28            | 30            | 58            | 65            | —        | —        | —        | —        | —        |
| 1979–80      | Quebec Nordiques   | NHL          | 77            | 22            | 32            | 54            | 48            | —        | —        | —        | —        | —        |
| 1980–81      | Quebec Nordiques   | NHL          | 76            | 32            | 39            | 71            | 45            | 4        | 3        | 4        | 7        | 7        |
| 1981–82      | Quebec Nordiques   | NHL          | 80            | 42            | 42            | 84            | 48            | 16       | 8        | 5        | 13       | 6        |
| 1982–83      | Quebec Nordiques   | NHL          | 80            | 57            | 48            | 105           | 51            | 4        | 0        | 0        | 0        | 6        |
| 1983–84      | Quebec Nordiques   | NHL          | 75            | 56            | 65            | 121           | 76            | 9        | 2        | 4        | 6        | 17       |
| 1984–85      | Quebec Nordiques   | NHL          | 69            | 55            | 40            | 95            | 55            | 17       | 10       | 11       | 21       | 17       |
| 1985–86      | Quebec Nordiques   | NHL          | 75            | 53            | 51            | 104           | 64            | 3        | 1        | 2        | 3        | 10       |
| 1986–87      | Quebec Nordiques   | NHL          | 75            | 49            | 47            | 96            | 61            | 13       | 9        | 5        | 14       | 35       |
| 1987–88      | Quebec Nordiques   | NHL          | 80            | 48            | 58            | 106           | 56            | —        | —        | —        | —        | —        |
| 1988–89      | Quebec Nordiques   | NHL          | 69            | 26            | 38            | 64            | 67            | —        | —        | —        | —        | —        |
| 1989–90      | Quebec Nordiques   | NHL          | 57            | 16            | 29            | 45            | 42            | —        | —        | —        | —        | —        |
| 1989–90      | Chicago Blackhawks | NHL          | 8             | 4             | 1             | 5             | 9             | 14       | 2        | 4        | 6        | 6        |
| 1990–91      | Chicago Blackhawks | NHL          | 74            | 27            | 38            | 65            | 65            | —        | —        | —        | —        | —        |
| 1991–92      | Chicago Blackhawks | NHL          | 75            | 22            | 41            | 63            | 69            | 9        | 3        | 4        | 7        | 6        |
| 1992–93      | Chicago Blackhawks | NHL          | 63            | 23            | 21            | 44            | 43            | 3        | 0        | 1        | 1        | 0        |
| 1993–94      | Chicago Blackhawks | NHL          | 56            | 16            | 14            | 30            | 26            | —        | —        | —        | —        | —        |
| QMJHL celkem | QMJHL celkem       | QMJHL celkem | 109           | 90            | 80            | 170           | 118           | 15       | 3        | 9        | 12       | 19       |
| WHA celkem   | WHA celkem         | WHA celkem   | 78            | 28            | 30            | 58            | 65            | —        | —        | —        | —        | —        |
| NHL celkem   | NHL celkem         | NHL celkem   | 1089          | 548           | 604           | 1152          | 825           | 92       | 39       | 39       | 78       | 110      |